# Tarvis Williams
Tarvis Devar Williams (Maysville, 22 gennaio 1978) è un ex cestista statunitense, professionista nella NBDL, in Germania, Repubblica Ceca, Francia, Israele e Slovacchia.